# Cramerton
Cramerton ist eine City im Gaston County im US-Bundesstaat North Carolina. Laut Volkszählung im Jahr 2000 hatte sie eine Einwohnerzahl von 2.976 auf einer Fläche von 10,0 km². Die Bevölkerungsdichte liegt bei 321 pro km². Früher trug Cramerton den Namen Maysworth.

## Geografie
Cramerton liegt auf einer Erhebung auf 189 m Höhe. Im südwestlichen Teil des Stadtgebietes befinden sich der Berry Mountain mit 281 m Höhe und der Cramer Mountain mit 259 m Höhe.
Nach den Daten des US-Censusbüros hat das Stadtgebiet eine Fläche von 10 km², darunter 0,7 km² (7,25 %) Wasserflächen. Das Gebiet von Cramerton wird durch den Verlauf des South Fork Catawba River geteilt, welcher das Stadtzentrum umfließt.

## Demografie
Nach der Volkszählung im Jahr 2000 lebten hier 2.976 Menschen; es wurden 1.169 Haushalte und 859 Familien gezählt. Die Bevölkerungsdichte betrug 831 Einwohner pro km². Es wurden 1.229 Wohneinheiten erfasst. Ethnisch betrachtet setzte sich die Bevölkerung zusammen aus 94,1 % weißer Bevölkerung, 2,4 % Afroamerikanern, 0,5 % amerikanischen Ureinwohnern, 1,9 % Asiaten und 0,2 % aus anderen ethnischen Gruppen; 0,9 % gaben die Abstammung von mehreren Ethnien an. 0,4 % der Einwohner waren spanischer oder lateinamerikanischer Abstammung.
Von den 1.169 Haushalten hatten 35,4 % Kinder oder Jugendliche, die mit ihnen zusammen lebten. 60,7 % waren verheiratete, zusammenlebende Paare, 9,8 % waren allein erziehende Mütter und 26,5 % waren keine Familien. 22,2 % waren Singlehaushalte und in 10,0 % lebten Menschen im Alter von 65 Jahren oder darüber. Die durchschnittliche Haushaltsgröße betrug 2,54, die durchschnittliche Familiengröße 2,97 Personen.
Die Bevölkerung verteilte sich auf 25,9 % unter 18 Jahren, 5,8 % von 18 bis 24 Jahren, 31,7 % von 25 bis 44 Jahren, 25,1 % von 45 bis 64 Jahren und 11,5 % von 65 Jahren oder älter. Das durchschnittliche Alter (Median) betrug 37 Jahre. Auf 100 weibliche Personen kamen 91,6 männliche Personen und auf 100 erwachsene Frauen ab 18 Jahren kamen 88,1 Männer.
Das jährliche Durchschnittseinkommen eines Haushalts (Median) betrug 47.610 US-$, das Durchschnittseinkommen einer Familie 56.071 $. Männer hatten ein Durchschnittseinkommen von 37.679 $, Frauen 27.330 $. Das Pro-Kopf-Einkommen betrug 25.503 $. Unter der Armutsgrenze lebten 3,3 % der Familien und 4,9 % der Einwohner, darunter 4,2 % der Einwohner unter 18 Jahren und 10,9 % der Einwohner im Alter von 65 Jahren oder älter.